# Friedhof der Kuscheltiere: Bloodlines
Friedhof der Kuscheltiere: Bloodlines (Originaltitel: Pet Sematary: Bloodlines) ist ein US-amerikanischer Horrorfilm von Regisseurin Lindsey Anderson Beer, der in den Vereinigten Staaten am 6. Oktober 2023 und am darauffolgenden Tag auch in Deutschland ins Programm von Paramount+ aufgenommen wurde. Es handelt sich um ein Prequel zur Stephen-King-Verfilmung Friedhof der Kuscheltiere (2019), in dem Jackson White die Hauptrolle des Jud Crandall übernahm.

## Handlung
Die beschauliche Kleinstadt Ludlow in Maine wurde einst Ende des 17. Jahrhunderts auf dem Gebiet des indigenen Stammes der Mi’kmaq von europäischen Siedlern gegründet. Die Ureinwohner nutzten den vorhandenen fruchtbaren Boden, um eine Verbindung zwischen Leben und Tod herzustellen und mit Waldgeistern kommunizieren zu können. Die Siedler erkannten hingegen, dass die Erde auch die Macht besaß, verstorbene Lebewesen ins Leben zurückzuholen, dabei aber moralisch zu vergiften. Ludlows Gründerfamilien – darunter die Crandalls, die Batermans und die Rivers – schworen daher, das Geheimnis des Ortes über Generationen hinweg zu wahren und Missbrauch zu verhindern.
Im Jahr 1969 fällt Bill Batermans einziges Kind Timmy im Vietnamkrieg. Verzweifelt beschließt der Familienvater, die Leiche auf dem lokalen „Friedhof der Kuscheltiere“ zu vergraben, um seinen Sohn ins Leben zurückzuholen. Das Vorhaben gelingt, doch der wiederbelebte Timmy verhält sich eigenartig und zieht schon bald die Aufmerksamkeit der anderen Stadtbewohner auf sich. Unter ihnen befindet sich auch Timmys Kindheitsfreund Judson „Jud“ Crandall, der sich gemeinsam mit seiner Freundin Norma in Michigan dem Friedenscorps anschließen möchte.
Als Jud und Norma Ludlow verlassen wollen, sammeln sie Timmys entlaufenen Hund Hendrix auf der Straße auf. Beide wollen das Tier zu seinem Besitzer zurückbringen, woraufhin der Hund Norma angreift, ins Krankenhaus befördert und so die Abreise der beiden hinauszögert. Jud tauscht sich im Anschluss mit seinem Kumpel Manny Rivers aus, der ebenfalls seltsame Geschehnisse rund um die Familie Baterman beobachten konnte. Schon bald macht in der Stadt daher das Gerücht die Runde, dass Bill Baterman seinen Sohn ins Leben zurückgeholt hat. Der Familienvater möchte das Gerede aus der Welt schaffen und setzt Timmy auf die Ermordung der Nachkommen der Gründerfamilien an.
Während sich in der Stadt eine Bürgerwehr formt, die Bill für seinen Taten zur Rechenschaft ziehen möchte, bringt Timmy Mannys Schwester Donna um und holt sie im Anschluss mithilfe des Friedhofs ins Leben zurück. Donna verschleppt im Anschluss Norma, während die Bürgerwehr mit dem Tod von Hendrix einen ersten Erfolg verbuchen kann. Bill erkennt gleichzeitig, dass aus seinem einst geliebten Sohn ein Monster geworden ist, und schließt sich der Bekämpfung von Timmy und Donna an.
Im Haus der Batermans kommt es zu einer finalen Konfrontation. Dan Crandall wird im Kampf von Donna getötet, ehe Jud die Schwester seines Freundes erschießen kann. Auf der Suche nach Norma verfolgen die restlichen Überlebenden den fliehenden Timmy, wobei Bill von seinem eigenen Sohn ermordet wird. In einem angrenzenden Waldstück wird Timmy schließlich durch die vereinten Kräfte von Jud und Manny ausgeschaltet, während sich Norma selbst aus ihrer Gefangenschaft befreien konnte. Als Folge der Geschehnisse in Ludlow verlässt Manny die Kleinstadt, während sich Jud dazu entschließt, das Erbe seines Vaters anzutreten und fortan im Namen der Crandalls über den Friedhof der Kuscheltiere zu wachen.

## Produktion
Noch vor der Kinoveröffentlichung von Friedhof der Kuscheltiere äußerte sich Produzent Lorenzo di Bonaventura im März 2019, dass man in der Stephen-King-Verfilmung nicht die gesamte Vorgeschichte der Familie Creed und des Ortes Ludlow erzählen konnte. Der zugrundeliegende Roman biete dahingehend zwar genügend Ausgangsmaterial für einen weiteren Film, doch die Umsetzung eines Prequels hänge letztendlich vom finanziellen Erfolg von Friedhof der Kuscheltiere an den Kinokassen ab. Nachdem der Film trotz gemischter Kritiken über das Fünffache seines auf 21 Millionen US-Dollar geschätzten Budgets einspielen konnte, bekräftigte Drehbuchautor Jeff Buhler im Mai 2019 die Pläne für eine filmische Umsetzung der mythologischen Vorgeschichte des Handlungsortes Ludlow.
Das Prequel Friedhof der Kuscheltiere: Bloodlines wurde von Paramount im Februar 2021 für seinen hauseigenen Streamingdienst Paramount+ angekündigt. Drei Monate später wurde der Regieposten mit Lindsey Anderson Beer besetzt, die ebenso das von Jeff Buhler verfasste Drehbuch überarbeitete. Beer selbst beschrieb ihr Regiedebüt weniger als Prequel zum Film, sondern mehr als Vorgeschichte zur Buchvorlage von King. Die Hauptrolle des Jud Crandall, der in Friedhof der Kuscheltiere noch von John Lithgow verkörpert wurde, wurde im Juni 2021 mit Jackson White besetzt. Später schlossen sich Pam Grier, Forrest Goodluck, Jack Mulhern, Natalie Alyn Lind, Isabella Star LaBlanc, Henry Thomas und David Duchovny der Darstellerriege an.
Die Dreharbeiten mit Kameramann Benjamin Kirk Nielsen erfolgten von August bis Ende September 2021 auf der Île de Montréal. Zu den Drehorten nahe der kanadischen Großstadt Montreal zählten unter anderem das John Abbott College sowie die umliegenden Wälder, in denen vom Produktionsteam künstliche Sümpfe angelegt wurden. Teilweise wurde auch an denselben Kulissen wie für den Vorgängerfilm gedreht. Kameramann Nielsen setzte dabei auf eine Mischung aus Weitwinkelaufnahmen, extremen Close-ups und ungewöhnliche Kamerawinkel. Daneben kamen für die Filmaufnahmen insgesamt drei dressierte Hunde zur Darstellung von Hendrix zum Einsatz.
Ein Trailer zum Film wurde am 12. September 2023 veröffentlicht. Die Weltpremiere erfolgte am 23. September 2023 beim Fantastic Fest in Austin, Texas. Im Anschluss wurde Friedhof der Kuscheltiere: Bloodlines in den Vereinigten Staaten am 6. Oktober 2023 und am darauffolgenden Tag auch in Deutschland ins Programm von Paramount+ aufgenommen. Der digitale Heimkinostart erfolgte in den Vereinigten Staaten am 5. Dezember, ehe Friedhof der Kuscheltiere: Bloodlines ab dem 19. Dezember 2023 auch auf DVD und Blu-ray erhältlich war.

## Synchronisation
Die deutschsprachige Synchronisation entstand nach einem Dialogbuch und unter der Dialogregie von Boris Tessmann bei Interopa Film.
| Rolle                 | Darsteller            | Synchronsprecher        |
| --------------------- | --------------------- | ----------------------- |
| Judson „Jud“ Crandall | Jackson White         | Timo Weisschnur         |
| Norma                 | Natalie Alyn Lind     | Jill Böttcher           |
| Manny Rivers          | Forrest Goodluck      | Tobias John von Freyend |
| Donna Rivers          | Isabella Star LaBlanc | Marie Hinze             |
| Timmy Baterman        | Jack Mulhern          | Amadeus Strobl          |
| Bill Baterman         | David Duchovny        | Benjamin Völz           |
| Dan Crandall          | Henry Thomas          | Boris Tessmann          |
| Kathy Crandall        | Samantha Mathis       | Sabine Mazay            |
| Majorie Washburn      | Pam Grier             | Heide Domanowski        |
| Bürgermeister Benson  | Matt Holland          | Hans Hohlbein           |

## Rezeption

### Altersfreigabe
In den Vereinigten Staaten erhielt Friedhof der Kuscheltiere: Bloodlines von der MPA aufgrund von Gewalt, Gore und der Sprache ein R-Rating. In Deutschland vergab Paramount+ eine Altersempfehlung ab 18 Jahren.

### Kritiken
Friedhof der Kuscheltiere: Bloodlines konnte 22 % der 58 bei Rotten Tomatoes gelisteten Kritiker überzeugen und erhielt dabei eine durchschnittliche Bewertung von 4,4 von 10 Punkten. Als zusammenfassendes Fazit zieht die Seite, das Prequel versuche halbherzig, die Welt aus Stephen Kings Roman Friedhof der Kuscheltiere zu erweitern, verliere sich dabei aber in langweiligen Erzählungen und verwechsele Gore mit effektvollem Horror. Bei Metacritic erhielt der Film basierend auf zehn Kritiken einen Metascore von 31 von 100 möglichen Punkten.
Zu einem überwiegend wohlwollenden Urteil gelangt Brian Lowry von CNN, für den Regisseurin Lindsey Anderson Beer die Buchvorlage von Stephen King auf geschickte Weise als Grundlage für eine weitere Geschichte nutze. Effizient werde der Zuschauer dabei an einen zentralen Satz des Romans erinnert – „Manchmal ist tot besser“ – und auch über den inhärenten Horror der Prämisse hinaus entstünden durch eine kluge Besetzung der Nebenrollen einige Genrereferenzen. Die direkte Veröffentlichung auf Paramount+ sei zwar folgerichtig, da niemand wirklich nach dem Prequel verlangt hätte, doch Friedhof der Kuscheltiere: Bloodlines sei eine solide Abwechslung im restlichen Oktober-Programm und werte Friedhof der Kuscheltiere alles in allem auf.

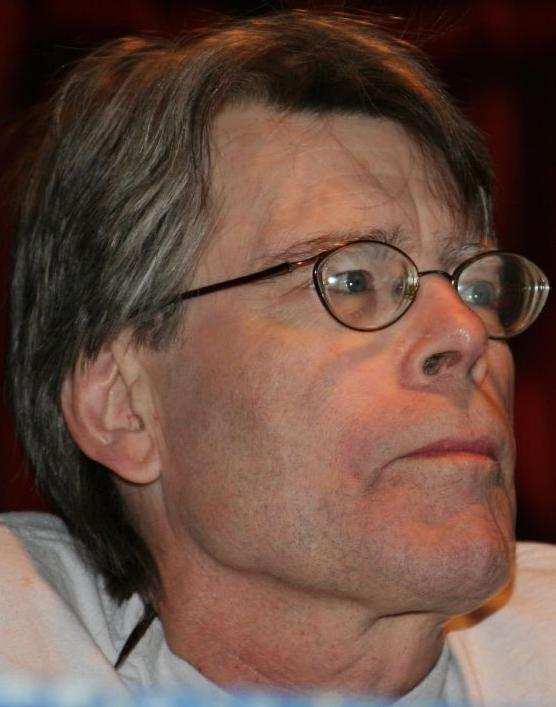
Mehrere Kritiker urteilten, dass Stephen Kings Romanvorlage nicht genug Material für ein Prequel hergebe

Ähnlich äußert sich auch Markus Haage von Neon Zombie, der festhält, dass Friedhof der Kuscheltiere: Bloodlines selbstredend eine Geschichte erzähle, die man schon kenne. Dies geschehe allerdings auf durchaus kreative, durchweg unterhaltsame und kompetent inszenierte Weise und erweitere die Welt des Pet Sematarys damit im Gegensatz zu den zahlreichen „Sequel-by-Name-only-Filmen“ der Vergangenheit immerhin sinnvoll.
Ein durchwachsenes Fazit zieht Lutz Granert von Filmstarts. Die Ausgangsgeschichte sei zwar clever und bemühe sich spürbar darum, die in der Romanvorlage nur angedeuteten Hintergründe genauer auszuleuchten, doch etwa ab der Hälfte verliere Friedhof der Kuscheltiere an Substanz und verlasse sich zu sehr auf Jump-Scares. Das Sounddesign sei dabei zwar durchweg gelungen schaurig, doch die Figuren wären unterentwickelt sowie austauschbar und in Action- oder Gore-Sequenzen fehle es an Übersicht. So bleibe das Prequel insgesamt hinter seinen Möglichkeiten zurück.
Enttäuscht zeigt sich hingegen Michael Nordine von Variety, für den das Ausgangsmaterial keines Prequels bedurft hätte und Friedhof der Kuscheltiere: Bloodlines seine Existenz auch zu keinem Zeitpunkt rechtfertigen könne. Als einer der schwächeren Stephen-King-Adaptionen habe der Film viele Mängel, so etwa eine flache Ästhetik, Figuren zum Vergessen, zu wenig genutzte Nebendarsteller sowie das völlige Fehlen von Atmosphäre, und könne dem Mythos des Friedhofs der Kuscheltiere weder gerecht werden noch ihn erweitern. Ein Rückblick ins 17. Jahrhundert sei noch das Fesselndste am Prequel, da es sich grundlegend vom sonst Gezeigten unterscheide, doch insgesamt werde Regisseurin Lindsey Anderson Beer trotz vielversprechender Ansätze durch Franchise-Vorgaben und Erwartungen zu sehr eingeschränkt.
Auch Benjamin Lee vom Guardian urteilt, dass Friedhof der Kuscheltiere: Bloodlines ein „völlig überflüssiges“ Prequel sei, das eine Erzähllücke füllen wolle, an der sich niemand gestört hätte. Bereits beim zugrundeliegenden Remake aus dem Jahr 2019 hätte man sich nach der Existenzberechtigung fragen können, während man mit Bloodlines das Ausgangsmaterial für das Streaming nun vollkommen ausschlachte. Regisseurin Lindsey Anderson Beer schaffe es dabei nicht, einen sinnvollen erzählerischen Zusammenhang im Film herzustellen oder Spannung zu erzeugen, auch wenn das Prequel kompetent inszeniert sowie gespielt sei und durchaus ein paar emotionale und blutige Momente zu bieten habe.